# Lupo Centullo di Béarn
Auria (spagnolo Lope Centulo, francese Loup Centulle, catalano Llop Cèntul, e occitano Lop Centolh; verso la metà del secolo IX – 905 circa) fu Visconte di Béarn dall'866 alla sua morte.

## Origine
Lupo Centullo, secondo Histoire de la Gascogne depuis les temps les plus reculés jusqu'à nos jours. Tome 1, era figlio del Visconte di Béarn, Centullo I e della moglie, Auria, di cui non si conoscono gli ascendenti.

Centullo I di Béarn, secondo il documento n° XLIX del Recueil des historiens des Gaules et de la France. Tome 8 era figlio del duca di Guascogna, Lupo III e secondo LA VASCONIE. PREMIERE PARTIE da una amante (o moglie), di cui non si conoscono né il nome né gli ascendenti.

## Biografia
Sempre secondo Histoire de la Gascogne depuis les temps les plus reculés jusqu'à nos jours. Tome 1, Lupo Centullo era nato verso l'840, in quanto, nell'844, Lupo Centullo viene descritto bambino lasciato in custodia della madre, Auria.
Suo padre, Centullo I, morì dopo l'865; ancora LA VASCONIE. PREMIERE PARTIE ci conferma che in quella data suo padre fu testimone di una donazione di Faquilo, moglie del Conte di Bigorre, Donat Loup, in suffragio dell'anima del marito, il cui documento fu controfirmato anche da Lupo Centullo.
Nell'866 circa Lupo Centullo succedette al padre Centullo I, ricevendo l'investitura della viscontea dal Duca di Guascogna, Sancho III Menditarrat.
Non si conosce la data esatta della morte di Lupo Centullo, che secondo il Vizcondes dependientes del ducado de Vasconia viene  stimata attorno al 905, e gli succedette il figlio, Centullo, come Centullo II.

## Matrimonio e discendenza
Sempre secondo il Vizcondes dependientes del ducado de Vasconia Lupo Centullo prese moglie verso l'870; della moglie di Lupo Centullo non si conoscono né il nome né gli ascendenti. 
Lupo Centullo dalla moglie ebbe un figlio:
- Centullo, Visconte di Béarn[1][5].

### Fonti primarie
- (LA)  Recueil des historiens des Gaules et de la France. Tome 8.

### Letteratura storiografica
- René Poupardin, "Ludovico il Pio", cap. XVIII, vol. II (L'espansione islamica e la nascita dell'Europa feudale) della Storia del Mondo Medievale, pp. 558-582.
- (FR)  LA VASCONIE. PREMIERE PARTIE.
- (FR)  Histoire de la Gascogne depuis les temps les plus reculés jusqu'à nos jours. Tome 1.
- (ES)  AUÑAMENDI EUSKO ENTZIKLOPEDIARA.